# Leslie Milne
Pour les articles homonymes, voir Milne.
Leslie Woods Milne, née le 17 octobre 1956 à Framingham, est une joueuse de hockey sur gazon américaine.

## Carrière
Leslie Milne fait partie de l'équipe des États-Unis de hockey sur gazon féminin médaillée de bronze aux Jeux olympiques de 1984 à Los Angeles.